# Raïon de Tchamzinka
Le raïon de Tchamzinka (en russe : Ча́мзинский райо́н, en erzya : Чаунзабуе, Čaunzabuje, en moksha : Чамзинкань аймак, Čamzinkań ajmak) est un raïon de la république de Mordovie, en Russie.

## Géographie
D'une superficie de 1 009,5 km2, le raïon de Tchamzinka est situé à l'est de la république de Mordovie.
Son centre administratif est Tchamzinka.
Le raïon de Tchamzinka est le plus élevé de Mordovie, son point culminant est à 338 m d'altitude.
Le raïon de Tchamzinka borde le raïon d'Atiachevo au nord-est , le raïon de Doubenki à l'est, le raïon de Bolchie Berezniki au sud, le raïon de Liambir à l'ouest, et le raïon d'Itchalkovski au nord-ouest.
Le raïon de Tchamzinka est situé à 50 kilomètres de Saransk la capitale de la république de Mordovie.
Les forêts occupent environ 19% de la superficie du raïon de Tchamzinka.

## Démographie
La population du raïon de Tchamzinka a évolué comme suit:
| 1970   | 1979   | 1989   | 2002   | 2009   |
| ------ | ------ | ------ | ------ | ------ |
| 36 555 | 35 051 | 36 186 | 33 871 | 31 958 |

| 2011   | 2015   | 2020   | - | - |
| ------ | ------ | ------ | - | - |
| 31 482 | 30 932 | 29 457 | - | - |

## Galerie

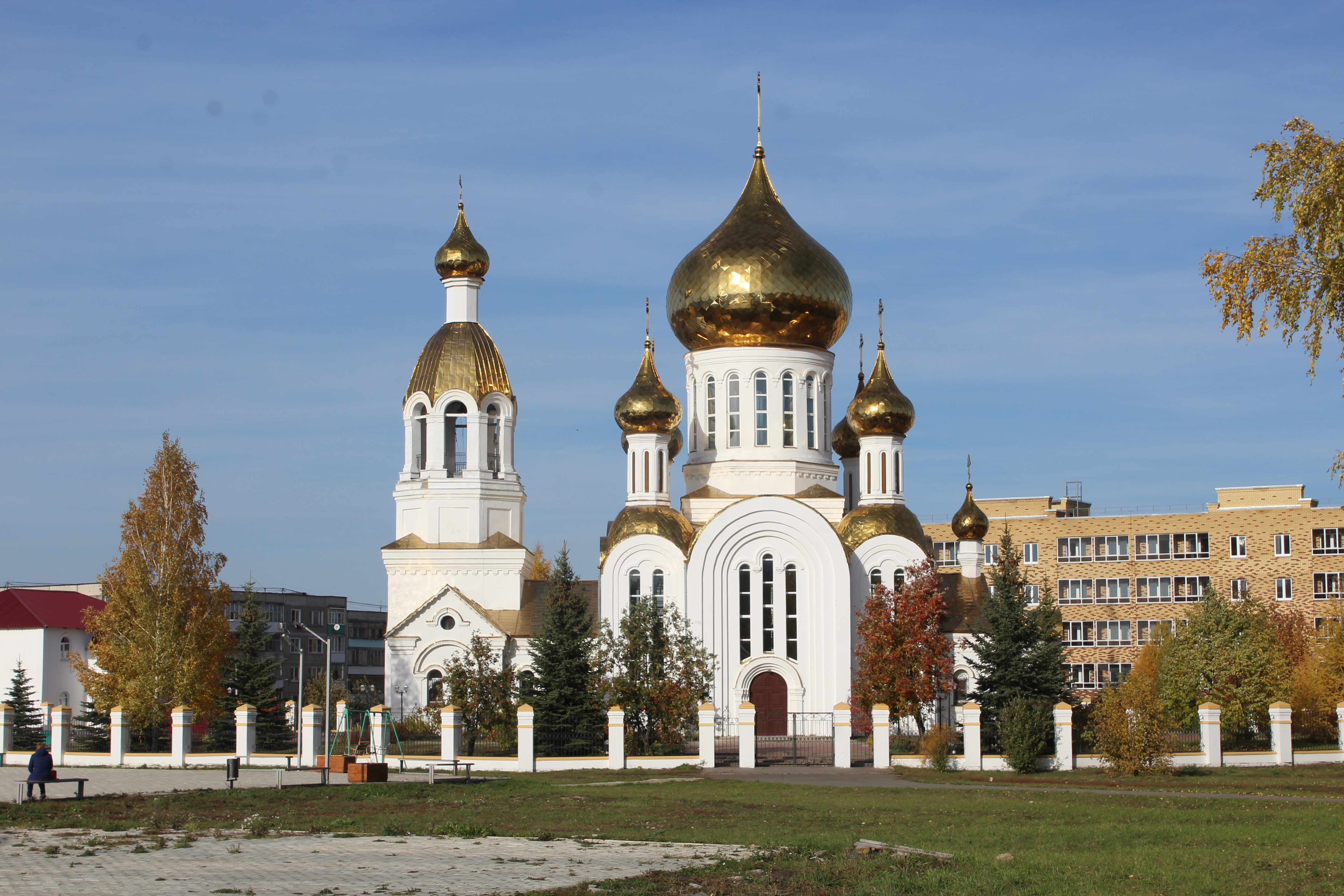
Église de l'Annonciation de la Bienheureuse Vierge Marie.
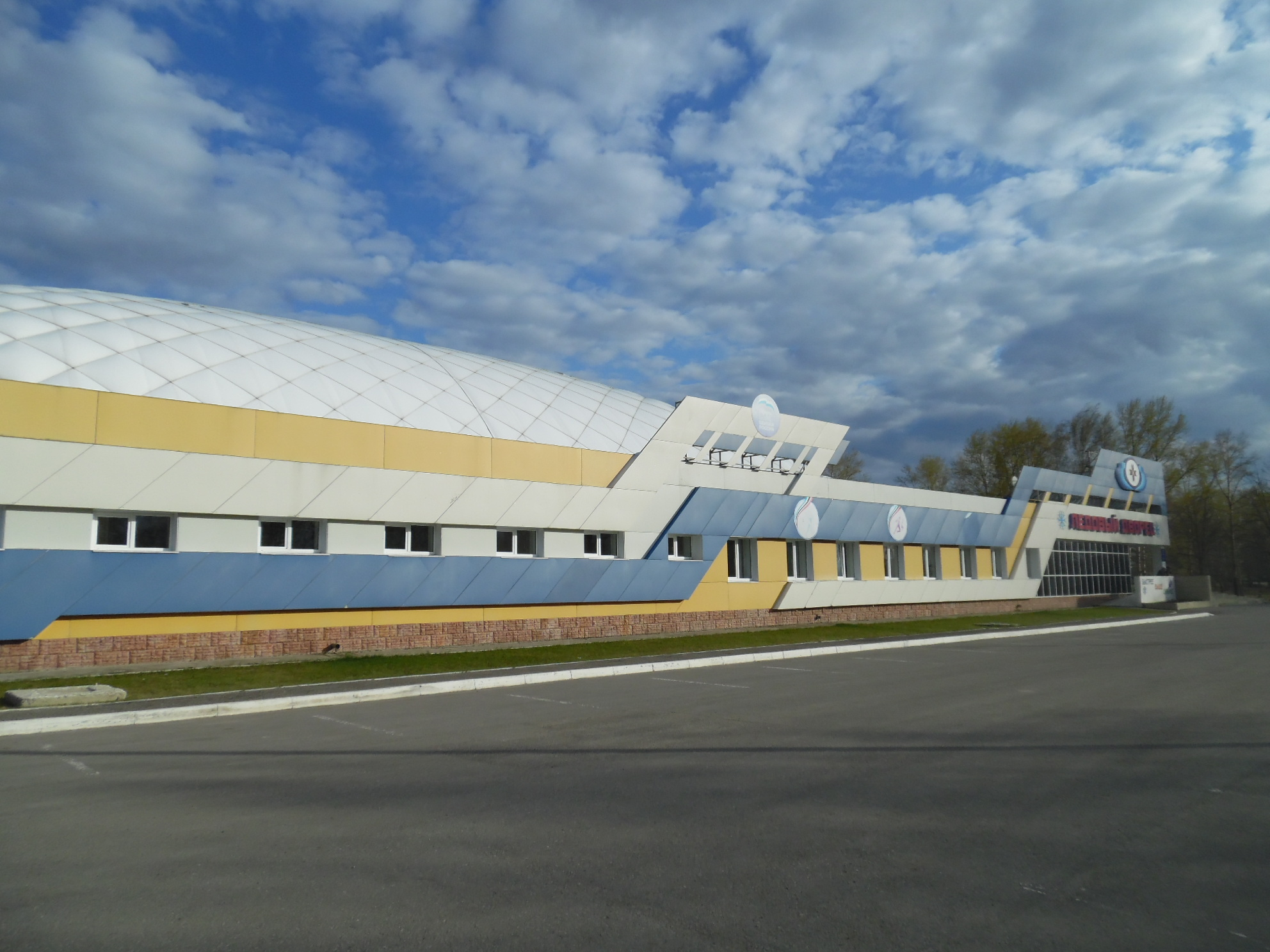
Patinoire et centre sportif.
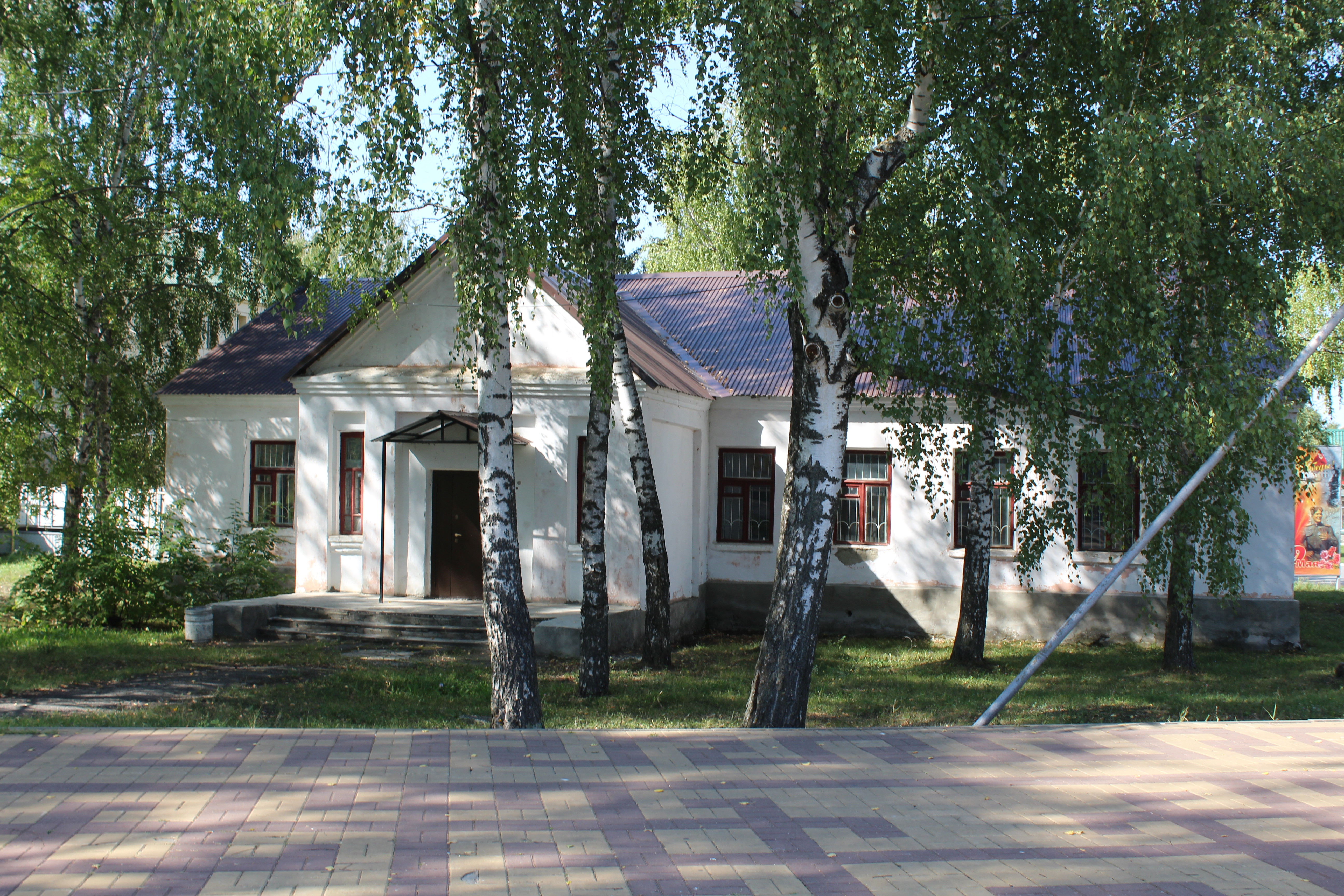
Musée de Tchamzinka d'histoire et de traditions locales.